# Niviventer cameroni
Niviventer cameroni  (Chasen, 1940) è un roditore della famiglia dei Muridi, endemico della Penisola malese.

## Descrizione

### Dimensioni
Roditore di medie dimensioni, con lunghezza della testa e del corpo tra 152 e 154 mm, la lunghezza della coda tra 241 e 263 mm, la lunghezza del piede tra 32 e 37 mm e la lunghezza delle orecchie tra 25 e 26 mm.

### Aspetto
La pelliccia è cosparsa di peli spinosi. Il colore delle parti dorsali è bruno-rossiccio brillante, cosparso di lunghi peli nerastri, mentre le parti ventrali sono bianche. La linea di demarcazione lungo i fianchi è netta. I piedi sono lunghi e sottili. La coda è molto più lunga della testa e del corpo, è marrone scuro sopra e bianca sotto e all'estremità. Le femmine hanno un paio di mammelle pettorali, un paio post-ascellari e due paia inguinali.

## Biologia

### Comportamento
È una specie notturna e terricola.

## Distribuzione e habitat
Questa specie è endemica degli Altopiani Cameron, nella parte centrale della Penisola malese.
Vive nelle foreste primarie montane tra i 1.520 e 2.010 metri di altitudine.

## Conservazione
La IUCN Red List, considerato l'areale ristretto e frammentato ed il continuo declino del proprio habitat, classifica M.cameroni come specie vulnerabile (VU).